# Cmentarz wojenny nr 233 – Rabka
Cmentarz wojenny nr 233 – Rabka – austriacki cmentarz wojenny z okresu  I wojny światowej wybudowany przez Oddział Grobów Wojennych C. i K. Komendantury Wojskowej w Krakowie na terenie jego okręgu X Limanowa.
Zaprojektowany przez Gustawa Ludwiga jako wojskowa kwatera na Starym Cmentarzu Komunalnym w Rabce-Zdroju. Pochowano na nim 17 żołnierzy austro-węgierskich i 26 rosyjskich w 9 grobach pojedynczych i 5 zbiorowych. Cmentarz jest w dobrym stanie.